# Aphis meijigusae
Aphis meijigusae är en insektsart. Aphis meijigusae ingår i släktet Aphis och familjen långrörsbladlöss. Inga underarter finns listade i Catalogue of Life.